# Hököpinge kyrkby
Hököpinge kyrkby är en småort i Vellinge kommun och kyrkby i Hököpinge socken i Skåne. Strax väster om byn ligger Hököpinge. 
I byn finns Hököpinge kyrka.
Namnet betyder handelsplatsen vid gravhögarna. På Gränja gård föddes författaren och skulptören Axel Ebbe.